# Underberg (Südafrika)
Underberg ist ein Ort im Distrikt Harry Gwala, KwaZulu-Natal in Südafrika. Er liegt an den Ausläufern der südlichen Drakensberge; darauf geht auch der Name zurück. 2011 hatte Underberg 2694 Einwohner.
Die Haupteinnahmequellen der Stadt sind Landwirtschaft und Tourismus.

## Kultur und Sehenswürdigkeiten
In Underberg und seiner Umgebung (in der Gemeinde Dr Nkosazana Dlamini Zuma) ist das Fischen eine wichtige Aktivität. Der Underberg Trout Fishing Club hält die Fischereirechte für über 160 Kilometer Flussläufe und 60 Stauseen.